# Terremoto de Nicaragua de octubre de 2014
El terremoto de Nicaragua de octubre de 2014 fue un terremoto de magnitud 7.3 grados en la escala de magnitud de momento que sacudió las costas del océano Pacífico de Nicaragua, Honduras y El Salvador a las 21:51 hora local (03:51 horas UTC del 14 de octubre) 13 de octubre de 2014, con epicentro a 67 kilómetros al oeste suroeste del balneario de Jiquilillo. El terremoto causó 3 muertos.
Es uno de los terremotos más fuertes que ha sacudido a Nicaragua desde el sismo del 10 de abril del mismo año el cual tuvo una magnitud de 6.2 grados y se sintió en gran parte de Centroamérica. El sismo fue confirmado como terremoto en declaraciones dadas por Jorge Meléndez, director de protección civil de El Salvador. Fue sensible en toda Centroamérica y autoridades nicaragüenses cancelaron clases como medidas preventivas. Se registraron daños materiales leves. Solo se reportaron tres muertes, dos de ellas por paro cardíaco debido a la impresión del sismo estos fueron un hombre en San Miguel y una mujer en Santiago de María, el otro después de haber sido golpeado por un poste de tendido eléctrico que se desplomó esto en la ciudad de San Miguel.